# Slapton (Northamptonshire)
Pour les articles homonymes, voir Slapton.
Slapton est un village du Northamptonshire, en Angleterre.